# Ленберг
Ленберг (њем. Löhnberg) општина је у њемачкој савезној држави Хесен. Једно је од 19 општинских средишта округа Лимбург-Вајлбург. Посједује регионалну шифру (AGS) 6533010.

## Географски и демографски подаци
Општина се налази на надморској висини од 145 метара. Површина општине износи 33,8 km². У самом мјесту је, према процјени из 2010. године, живјело 4.319 становника. Просјечна густина становништва износи 128 становника/km².

## Међународна сарадња
| Мјесто | Држава     | Врста сарадње | Од    |
| ------ | ---------- | ------------- | ----- |
|        | Швајцарска | партнерство   | 1979. |
| Извор  |            |               |       |